# Нейлонова ялинка
«Нейлонова ялинка» («ნეილონის ნაძვის ხე») — радянський художній фільм 1985 року, знятий режисером Резо Есадзе на кіностудії «Грузія-фільм».

## Сюжет
«Низькоросла», «востроока», «людина в башлику», «верзила», «дама з шиньйоном» і, нарешті, нейлонова ялинка — герої цієї веселої передноворічної й одночасно драматичної історії, що почалася на станції міжміських автобусів.

## У ролях
- Руслан Мікаберідзе — водій автобуса
- Гурам Петріашвілі — пасажир, що курить
- Софіко Горгадзе — головна роль
- Коте Чантурішвілі — головна роль
- Зураб Кіпшидзе — пасажир із пластиром
- Анзор Джварелі — головна роль
- Давид Двалішвілі — пасажир
- Шалва Херхеулідзе — пасажир
- Едішер Магалашвілі — пасажир
- Ірина Калиновська — пасажирка
- Говен Чейшвілі — пасажир
- Шота Крістесашвілі — пасажир
- Байя Двалішвілі — пасажирка
- Зураб Капіанідзе — пасажир
- Гіві Чугуашвілі — пасажир
- Резо Есадзе — пасажир у капелюсі
- Етері Геловані — пасажирка
- Русудан Квлівідзе — роль другого плану
- Манана Гамцемлідзе — пасажир
- Лері Зардіашвілі — пасажир з ягнятком
- Назі Кечакмадзе — пасажирка
- Манучар Шервашидзе — пасажир у шапці-вушанці
- Джаніко Ахалайя — роль другого плану
- Юрій Васадзе — пасажир
- Зураб Кавтарадзе — чоловік на ринку
- Ніно Брегвадзе — роль другого плану
- Бадрі Майсурадзе — роль другого плану
- Отар Отарашвілі — роль другого плану
- В. Данелія — роль другого плану
- Г. Дзадзамія — роль другого плану
- Резо Імнаїшвілі — чоловік на ринку
- Мераб Нінідзе — пасажир
- Іван Чхеїдзе — роль другого плану
- Ш. Гветадзе — роль другого плану
- Паліко Нозадзе — пасажир
- Ціціно Есадзе — роль другого плану
- Джумбер Жванія — пасажир
- Бердія Інцкірвелі — пасажир
- Етері Моцикулашвілі — родичка нареченої
- Важа Пірцхалаїшвілі — продавець на ринку

## Знімальна група
- Режисер — Резо Есадзе
- Сценаристи — Резо Есадзе, Аміран Долідзе
- Оператор — Леван Пааташвілі
- Композитор — Бідзіна Квернадзе
- Художник — Темур Арджеванідзе